# Вељка Долина
Вељка Долина (слч. Veľká Dolina) насељено је мјесто са административним статусом сеоске општине (слч. obec) у округу Њитра, у Њитранском крају, Словачка Република.

## Становништво
| Година:    | 1994. | 2004.   | 2014.    | 2024.   |
| ---------- | ----- | ------- | -------- | ------- |
| Број људи: | 569   | 606     | 677      | 718     |
| Разлика:   |       | +6,50 % | +11,71 % | +6,05 % |

| Година:    | 2023. | 2024.   |
| ---------- | ----- | ------- |
| Број људи: | 726   | 718     |
| Разлика:   |       | -1,10 % |

Према подацима о броју становника из 2011. године насеље је имало 653 становника.